# Базарные Матаки
База́рные Мата́ки (тат. Базарлы Матак) — село на юге Республики Татарстан. Административный центр Алькеевского района и Базарно-Матакского сельского поселения.

## География
Расположено около реки Актай (бассейн Волги), в 134 км от Казани.

## История
Село основано в 1730-х годах.
До 1920 года — центр Базарно-Матакской волости Спасского уезда Казанской губернии.
С 1920 года входило в состав Спасского кантона Татарской АССР.
с 10 августа 1930 года — Алькеевского, с 1 февраля 1963 года — Куйбышевского района, с 12 января 1965 года — вновь Алькеевского района.

## Население
| 1959 | 1970  | 1979  | 1989  | 2002  | 2010  | 2021  |
| ---- | ----- | ----- | ----- | ----- | ----- | ----- |
| 2163 | ↗2906 | ↗3253 | ↗4257 | ↗5329 | ↗5899 | ↗6257 |

## Инфраструктура
В селе расположен комбинат бытового обслуживания «Чулпан». Действует средняя школа, открытая в 2001 году гимназия имени Н.Даули, профессиональное училище, 2 библиотеки. На южной окраине села находится недействующий аэропорт местных воздушных линий.

## Люди, связанные с селом
- Крайнов, Степан Матвеевич (1920—2005) — советский офицер-танкист, Герой Советского Союза.
- Никошин, Леонид Иванович (1923-1989) - уроженец села, доктор медицинских наук (1976), профессор (1981)[8].

## Галерея

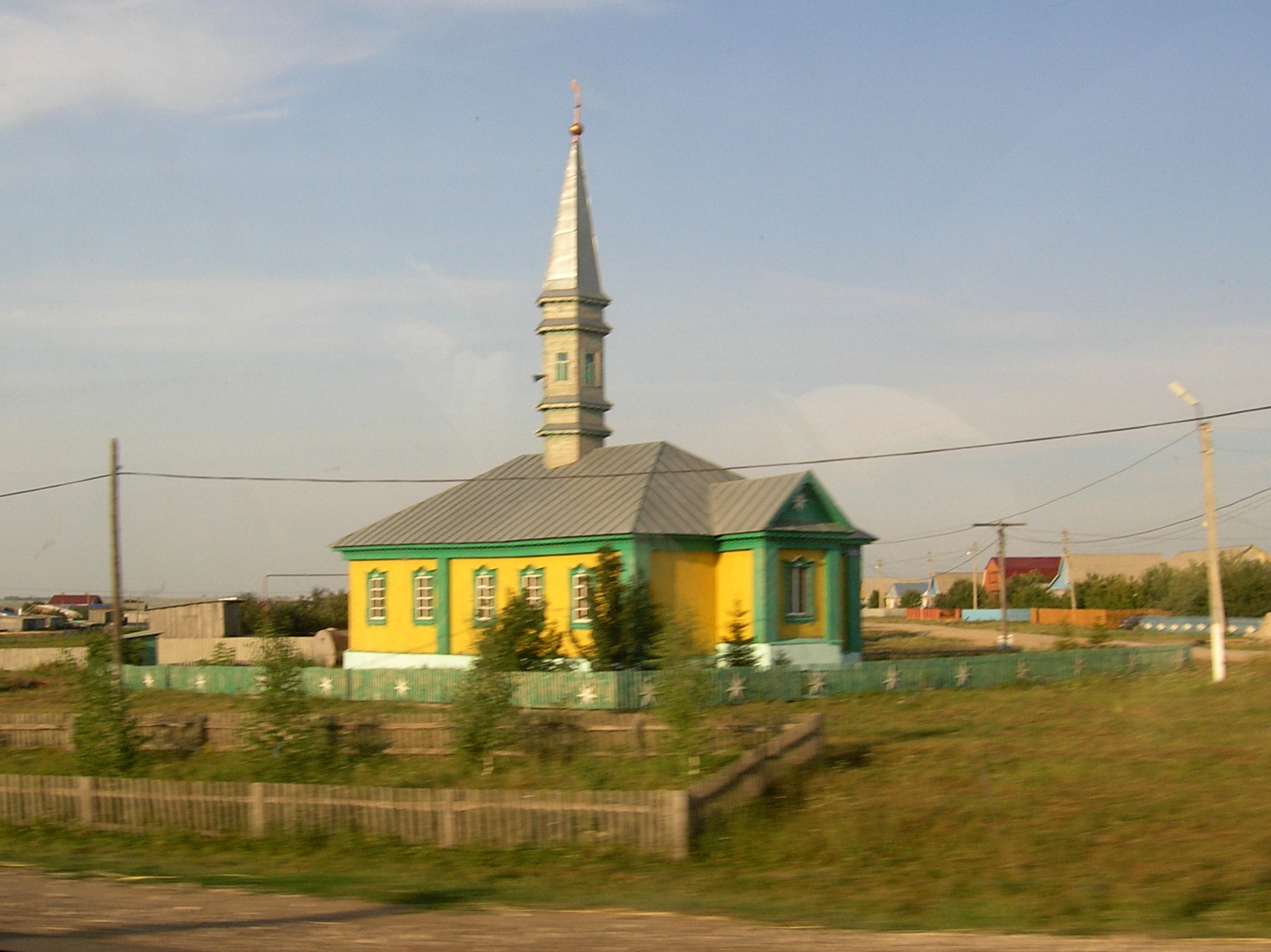
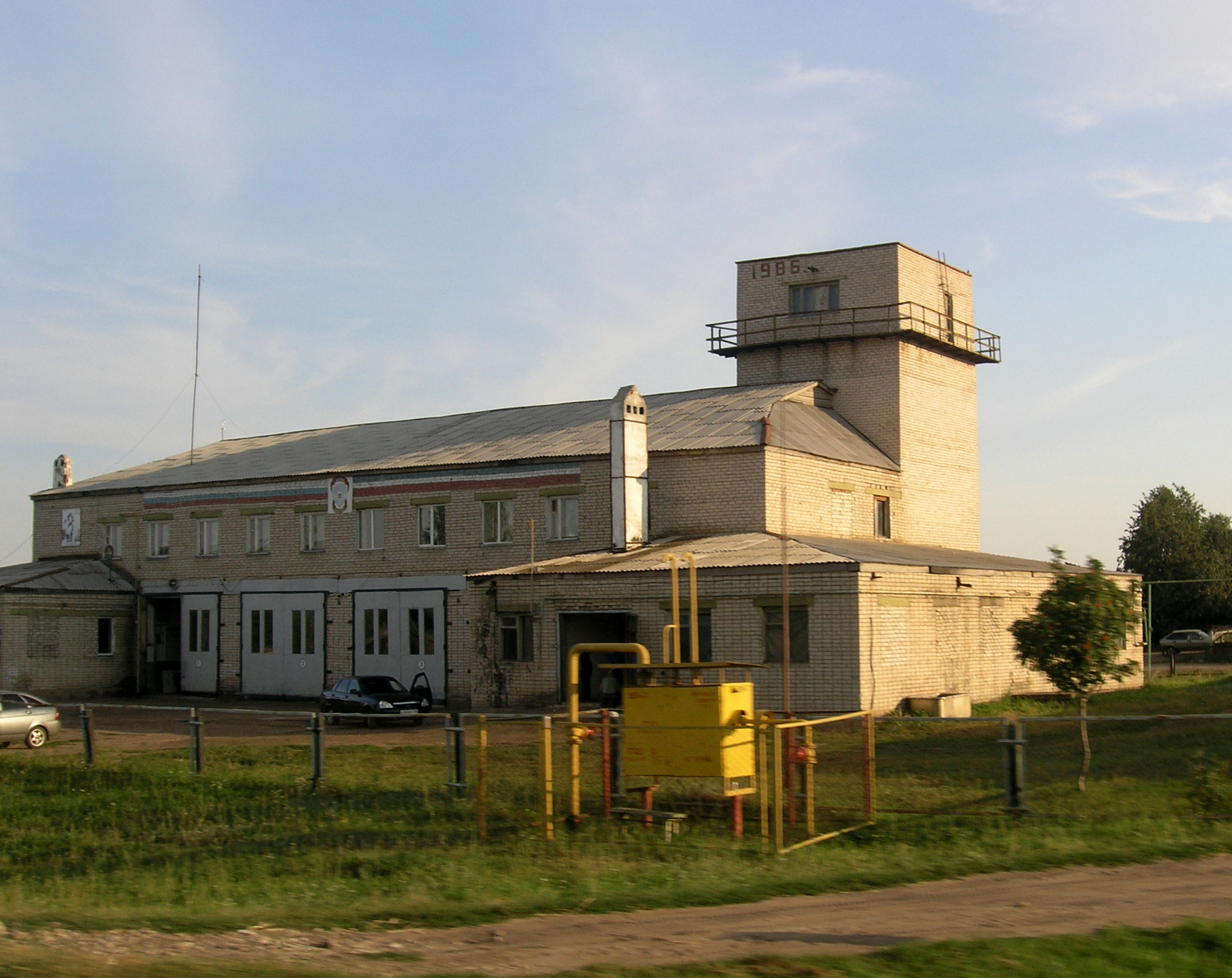
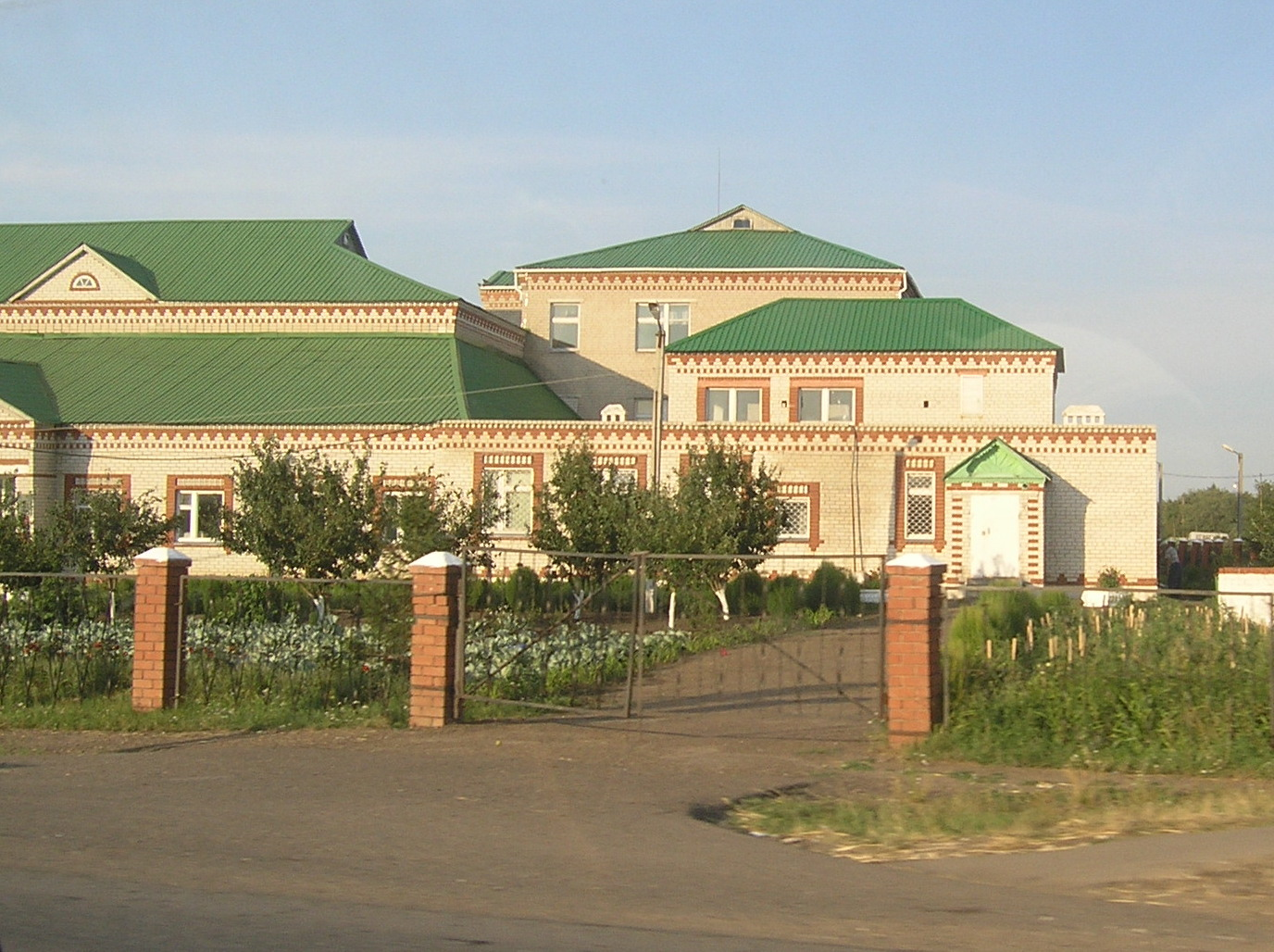
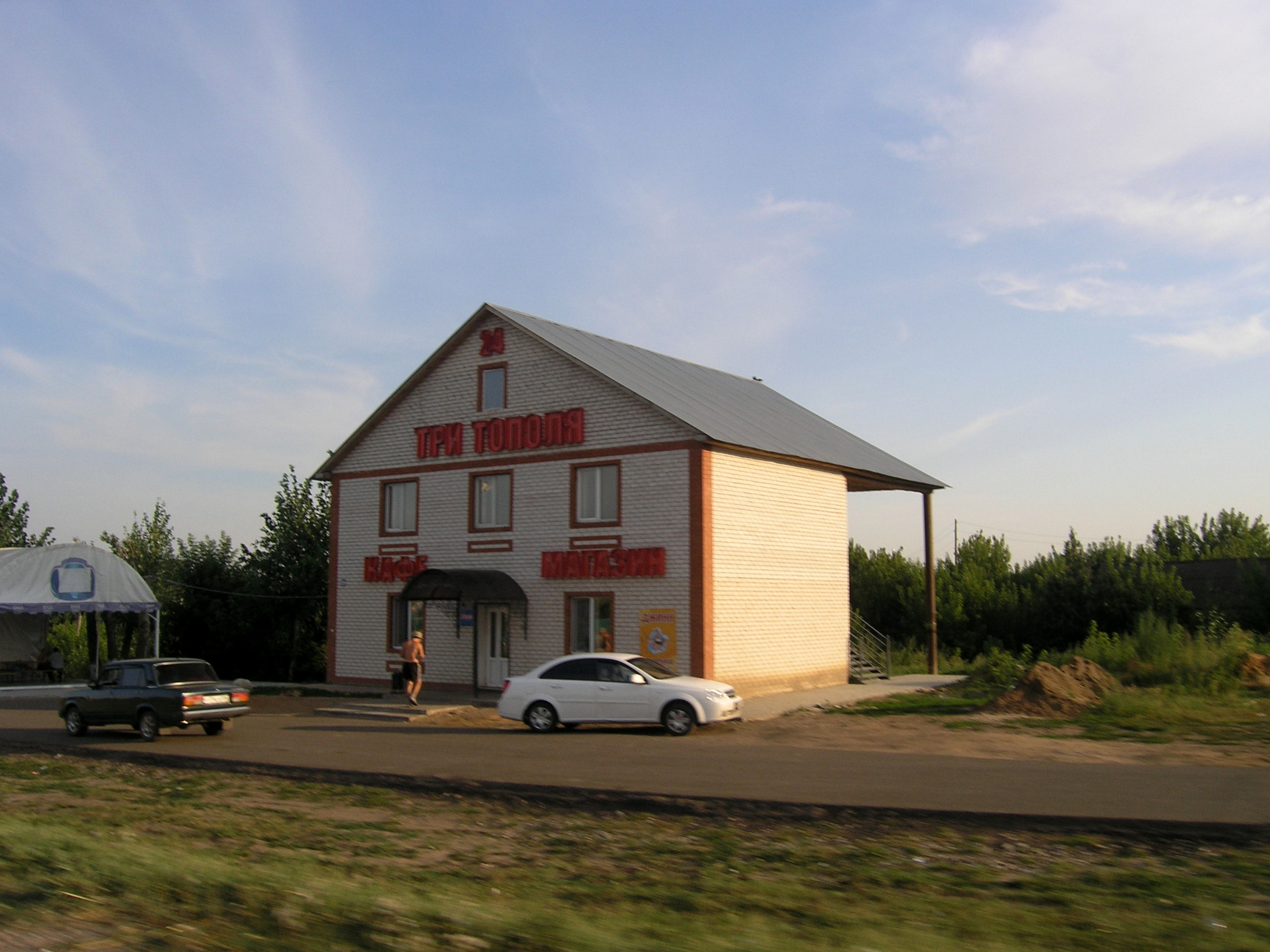